# Candace Pert
Candace Beebe Pert (Manhattan, 26 giugno 1946 – Potomac, 12 settembre 2013) è stata una neuroscienziata e farmacologa statunitense che ha dimostrato l'esistenza dei recettori per gli oppioidi, il sito di legame cellulare per le endorfine nel cervello.

## Biografia
Nel 1974 ha ottenuto il dottorato in Farmacologia dell'Università Johns Hopkins di Medicina, dove lavorò nel laboratorio diretto dal dottor Solomon Snyder. Precedentemente si era laureata con lode in Biologia nel 1970, presso il Bryn Mawr College della Pennsylvania. Pert ha condotto il suo post-dottorato con una fellowship tra il Johns Hopkins e i National Institutes of Health (NIH) tra il 1974-1975. In seguito ha lavorato presso il National Institute of Mental Health (NIMH) dal 1975 al 1987. È coautrice di circa 187 pubblicazioni su riviste scientifiche internazionali dal 1973 ad oggi. È autrice del libro Molecole di Emozioni. È apparsa come esperta nella produzione video PBS di Bill Moyers Healing and Mind nel 1993, e nel film What the #$*! Do We Know!? alla fine del 2004.
Dopo il 1975 Pert ha occupato varie posizioni nell'ambito del NIMH, e fino al 1987 è stata Responsabile della sezione di Biochimica Cerebrale della branca di Neuroscienze Cliniche del NIMH. In seguito ha fondato e diretto un laboratorio privato di biotecnologie, Integra. La dottoressa Pert è stata Professore di Ricerca nel Dipartimento di Fisiologia e Biofisica all'Università di Medicina di Georgetown, Washington. Ha lavorato per la RAPID Pharmaceuticals fino alla morte, avvenuta nel 2013 all'età di 67 anni per arresto cardiocircolatorio.

## Attività di ricerca
Pert è stata una farmacologa di fama internazionale, e la maggior parte dei suoi lavori verte sui peptidi ed i loro recettori, e sul ruolo dei neuropeptidi nel funzionamento del sistema immunitario. Il suo primo lavoro di ricerca riguardò la scoperta dei recettori degli oppiacei e la loro azione. Ha tenuto conferenze in tutto il mondo su questo tema e su altri argomenti, incluse le sue teorie sulle emozioni e sulla comunicazione corpo/cervello. Il suo famoso libro Molecole di Emozioni: perché sentiamo quel che sentiamo? (1997) tratta proprio delle sue ricerche e teorie.
Deteneva numerosi brevetti su peptidi modificati per il trattamento di psoriasi, malattia di Alzheimer, sindrome da affaticamento cronico, ictus e traumi cranici. Uno di questi peptidi, il Peptide T, è stato preso in considerazione per la terapia dell'AIDS e del neuroAIDS. I NIH hanno condotto uno studio contro placebo su oltre 200 pazienti, focalizzandosi sul miglioramento neurocognitivo, tra il 1990 ed il 1995. I risultati dimostrarono che il Peptide T non differisce significativamente dal placebo sulla funzione cerebrale (che era il primo end point dello studio), ma si associa a miglioramento della performance (memoria e apprendimento) nel sottogruppo di pazienti con lo stato cognitivo peggiore.
Un'analisi sull'effetto antivirale sullo studio dei NIH ha dimostrato una carica virale periferica (plasma e siero) significativamente ridotta nel gruppo trattato con peptide T. Uno studio su 11 pazienti sull'effetto del peptide T sulla carica virale cellulare dimostrò una riduzione dell'infezione del reservoir fornito dai monociti infetti, fino all'impossibilità di rilevazione nella maggior parte dei pazienti. L'eliminazione dei reservoir virali è un importante obiettivo della terapia.

## Opere
- Candace Pert, Molecole di emozioni (1999) ISBN 0-684-84634-9